# Maverick (film)
Maverick is een Amerikaanse film uit 1994 geregisseerd door Richard Donner. De hoofdrollen worden vertolkt door Mel Gibson en Jodie Foster. De film is gebaseerd op de televisieserie Maverick uit 1957.

## Verhaal
Bret Maverick is een uitstekende pokerspeler. Zoals alle andere belangrijke pokerspelers wil hij deelnemen aan het kampioenschap op de rivierboot van commodore Duvall. Hij heeft $25.000 nodig, maar mist nog $3000 en spant daarom samen met Annabelle.

## Rolverdeling
| Acteur         | Personage              |
| -------------- | ---------------------- |
| Mel Gibson     | Bret Maverick          |
| Jodie Foster   | Annabelle Bransford    |
| James Garner   | Marshal Zane Cooper    |
| Graham Greene  | Joseph                 |
| Alfred Molina  | Angel                  |
| James Coburn   | Commodore Duvall       |
| Dub Taylor     | Klerk                  |
| Geoffrey Lewis | Matthew Wicker         |
| Paul L. Smith  | De aartshertog         |
| Dan Hedaya     | Twitchy                |
| Danny Glover   | Bankovervaller (Cameo) |

## Prijzen en nominaties
- 1995 - ASCAP Award
  - Gewonnen: Beste film
- 1995 - Oscar
  - Genomineerd: Beste kostuums

## Weetjes
- Meg Ryan was de oorspronkelijke keuze voor de rol van Annabelle.
- James Garner, die in de film Zane Cooper vertolkt, speelde "Bret Maverick" in de televisieserie Maverick.